# Иванов, Всеволод Никанорович
Все́волод Никано́рович Ивано́в (7 [19] ноября 1888, Волковыск, Гродненская губерния — 9 декабря 1971, Хабаровск) — русский писатель, философ, историк, автор повестей и романов, представитель евразийского движения 1920-х годов.

## Биография

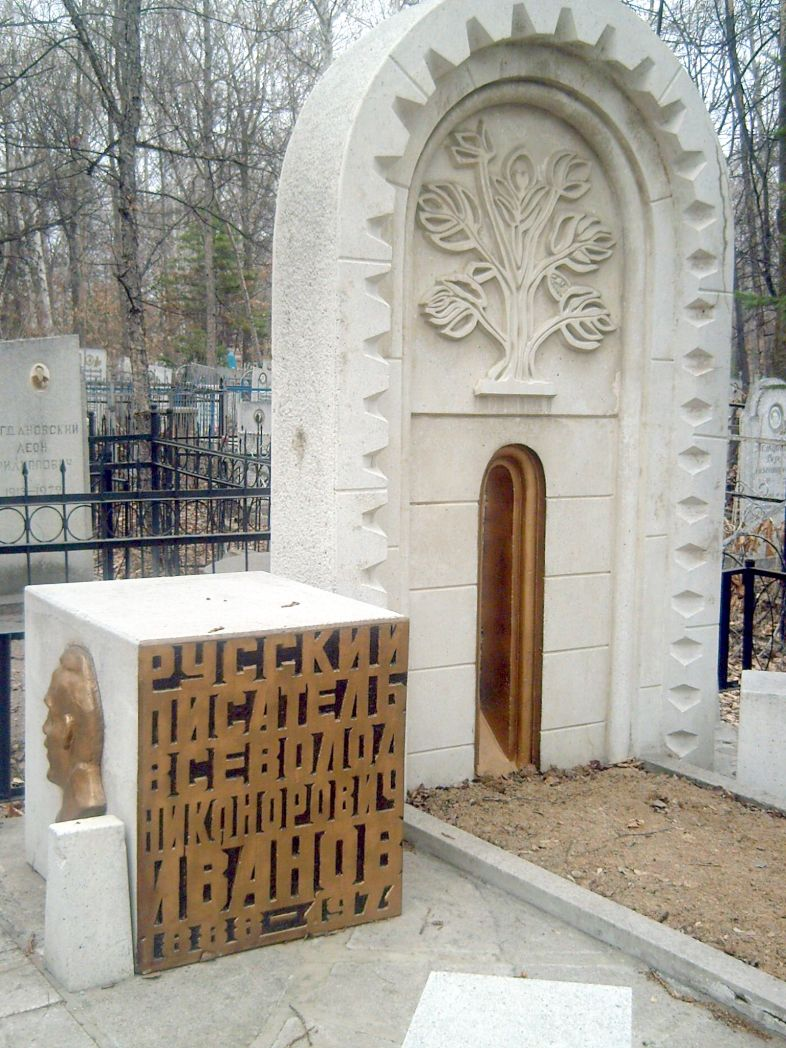
Памятник Вс. Иванову на могиле в Хабаровске. Таким он был до 2013 года

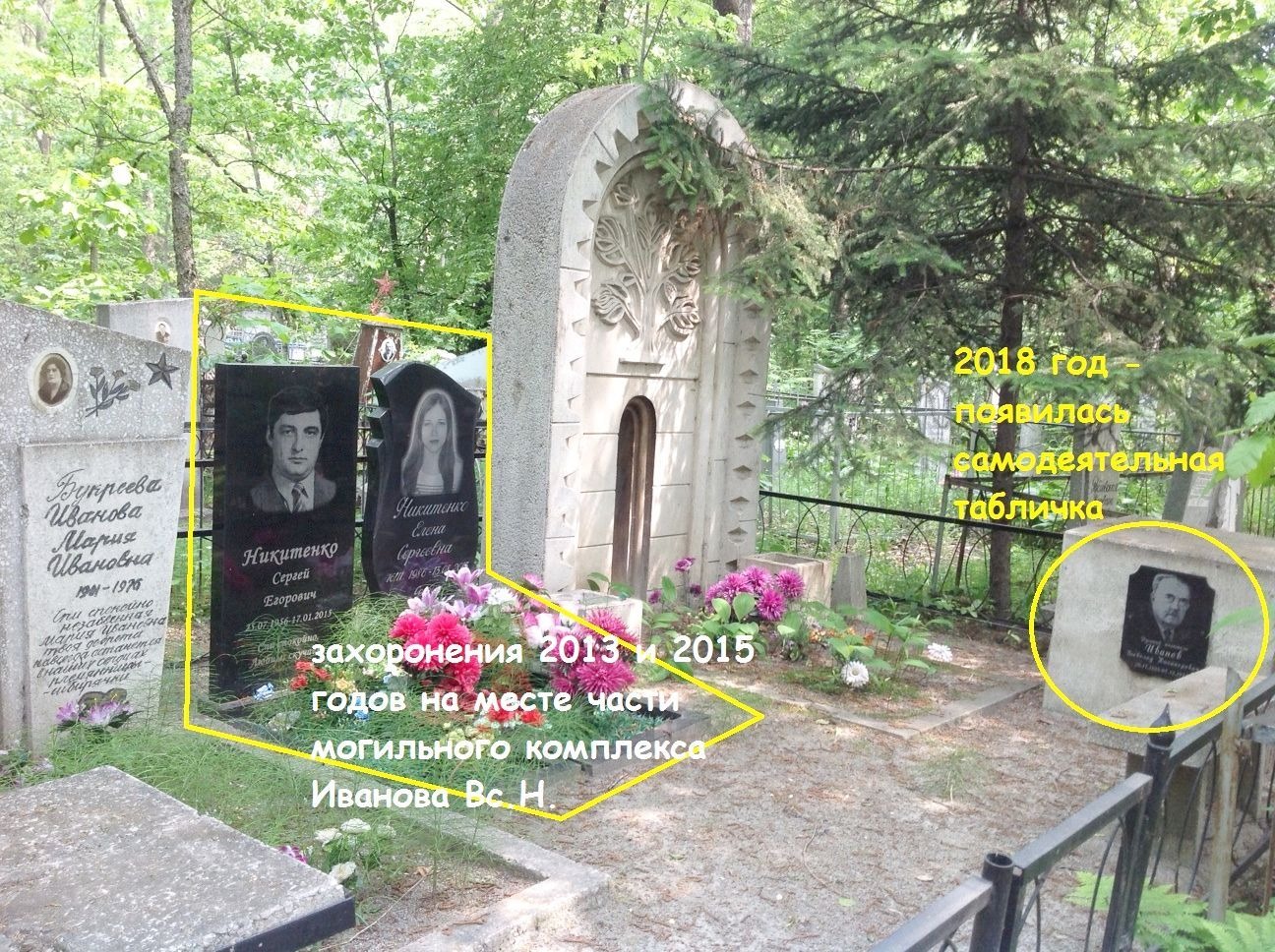
Таким стал памятник Вс. Иванову на могиле в Хабаровске в 2018 году

Всеволод Иванов родился 7 (19) ноября 1888 года в Волковыске. Детские и юношеские годы прошли в Костроме, в доме на улице Шагова.
В 1912году окончил историко-философский факультет Санкт-Петербургского университета. Во время учёбы в университете и после его окончания стажировался в Гейдельбергском и Фрайбургском университетах. Намеревался заняться научной работой, но с началом Первой мировой войны был призван в армию (служил в запасном 107-м пехотном полку, где был начальником учебной команды).
Поступил на службу в 1914 г. Имел чин прапорщика запаса армейской пехоты. Высочайшим приказом, состоявшимся 27 августа 1916 года был награждён орденом Св. Анны 3-й степени за отлично-ревностную службу. Приказом армии и флота, состоявшимся 20 сентября 1917 года, произведён в подпоручики.
После Февральской революции был избран членом полкового комитета, служил в Перми. С февраля 1918 года работал ассистентом на кафедре философии права Пермского отделения Петербургского университета. В том же году стал преподавателем кафедры философии права. Публиковался в либеральных газетах.
В декабре 1918 — январе 1919 года — в действующих частях генерала А. Н. Пепеляева.
В мае 1919 года работал в Омске под руководством профессора Н. В. Устрялова, занимал должность вице-директора в возглавляемом А. К. Клафтоном Русском бюро печати, объединявшем все информационные службы правительства Колчака и служившем его идеологическим центром, работал редактором «Нашей газеты», издававшейся Русским бюро печати и выходившей ежедневно с 16 августа по 9 ноября 1919 года, до самого прихода красных.
В 1920 году совместно с М. С. Лембичем открыл в Харбине газету «Зарю», начал писать в «Русском голосе» у С. В. Востротина, создал единый центр информации на Дальнем Востоке — Дальневосточное информационное телеграфное агентство (ДИТА) и стал его директором.
И. С. Ильин (запись от 16 апреля 1920 года): «Он высокий, необыкновенно грузный человек, с большим круглым лицом, немного курносым носом. Талантливо пишет статьи, кажется, поэт, но совершенно беспринципный человек».
В марте 1921 года Иванов приехал во Владивосток на несоциалистический съезд, который открылся 20 марта 1921 года. Редактировал газету «Вестник Несоциалистического съезда». Сблизившись с Н. Д. Меркуловым и С. Д. Меркуловым , получил от них предложение участвовать в тройке Приамурского правительства.
С 1921 года был уполномоченным по печати (по информации) Приамурского «Меркуловского» правительства во Владивостоке, издавал «Вестник Приамурского Вр. Правительства», «Русский край» и «Известия Вр. Правительства».
С 26 мая 1921 и до 1922 года редактировал и издавал во Владивостоке «Вечернюю газету», которая впоследствии была закрыта за антиправительственное направление.
В 1922 году писал: «Капитализм — спасение России и смерть для советщины».
22 октября 1922 года Всеволод Иванов эмигрировал из Владивостока на пароходе «Фузан-Мару» в Мукден, а потом в Тяньцзинь.
С 1922 по 1945 год жил в Китае, Корее, Маньчжурии. С осени 1925 года — выехал к Н. Д. Меркулову в Шаньдун. С 1927 по 1930 год и в 1932 году работал в Харбине корреспондентом газеты «Гун-бао» (китайский официоз на русском языке).
В 1928 году Иванов высказывал в печати симпатии к фашистский доктрине Муссолини.
Активно публиковался в периодических изданиях. Вёл переписку с Н. К. Рерихом. Сотрудничал с аппаратом Исполкома третьего Коммунистического интернационала, советской разведкой.
В феврале 1945 года возвратился в Советский Союз. По возвращении в Советский Союз много ездил по стране, сотрудничал с ТАСС. Жил в Хабаровске.
По воспоминаниям бывшего председателя Хабаровского крайкома профсоюзов работников госучреждений, литератора Юрия Квятковского, обстановка в рабочем кабинете Всеволода Иванова была скупой: «В глаза бросилось — вместо ковра над кроватью большое развернутое белогвардейское знамя, под которым он служил в царской армии у Калмыкова. В углу — большой кованный железом сундук. Вот и вся мебель кабинета».
В его биографии много тайн. 
Так, писатель Г. Г. Пермяков пишет:

 «Всеволод Никанорович Иванов был советский разведчик в Китае, по военной линии и по линии демиургов антисоветской пропаганды. Тяньцзин, Харбин, Шанхай, Пекин, Нанкин. Его личное дело… лежит в КГБ СССР, обратитесь туда, и у вас будет прекрасная тема для написания о нём повести. Он мой крёстный; мы дружили, он учился у меня китайскому, 1952-54 годы. Я знаком с ним с 1925, когда уже соображал, что к чему…»

Писатель Анатолий Ткаченко все объясняет проще:

 «Не делал он секрета из того, почему, вернувшись в советскую Россию, не был судим и отправлен на трудовое перевоспитание в лагерь. Мне объяснил так: мол, заработал прощение, лояльно относился к СССР, поняв, что большевики пришли надолго, а он, как истинно русский, не мог прижиться на чужбине».
Из воспоминаний бывшего председателя Хабаровского крайкома профсоюзов работников госучреждений, литератора Юрия Квятковского (8.09.1925-11.04.2013) о высказываниях писателя о власти:
В чем беда наших правителей? Они маленькие люди. Да, маленькие по уму, способностям править такой огромной страной. Недоразвитые. Прибитые идеологией. И от того слышать от людей ничего не хотят. Они уверовали в себя, что только они умные, а народ — это чернь. И от того слышать ничего разумного не хотят. Это их оскорбляет…
Высказывания о государстве:
На военном параде в Хабаровске осенью 1946 года я пережил самое сильное потрясение в моей жизни... Мимо трибуны, под гром полковых оркестров, четко держа равнение, проходила победоносная армия. Эту армию, разгромившую гитлеровскую Германию и милитаристскую Японию, создал народ. Без меня и мне подобных. Что сделал я для своего народа, я, пришедший к нему, с повинной? — эти мысли мучили меня и мучают сейчас. Я, покидая Россию, думал, что большевики превратят мою Родину в холопку, а они сделали ее самой могущественной державой мира. Она явилась светочем всего прогрессивного человечества...
Был знаком с писателями Анатолием Ткаченко, Юлианом Семеновым и др. 
Текст поздравительной телеграммы Ю. Семенова:

 «Дорогой Всеволод Никанорович! От всего сердца поздравляю вас с 75-летием! Желаю вам счастья и творчества. Всего самого хорошего. Искренне вас почитающий и любящий Юлиан Семенов»
Хабаровский публицист Владимир Иванов-Ардашев считает, что первым Штирлицем (одним из прототипов) и был Всеволод Иванов.

Как вспоминает писателя партработник, литератор Юрий Квятковский:

 «В конце своей жизни, когда я видел его за столом в архиве МВД, он выглядел не больным, а скорее утомленным от жизни. Внешне и внутренне это был могучий человек, в своей русской основе, как Илья Муромец…»
Вспоминая свою жизнь, писатель говорил: «У меня было три жизни. Первая — в дореволюционной России, вторая — за границей, третья — в Советском Союзе. И каждую я начинал с ничего — уходил в чём был, даже зубной щетки не прихватывал».
Скончался Вс. Н. Иванов 9 декабря 1971 года, похоронен на Центральном кладбище г. Хабаровска, в 1-м секторе (аллея писателей).

## Семья
Отец — Никанор Лаврентьевич Иванов служил в г. Волковыске Гродненской губернии в уездном училище на должности учителя рисования и чистописания — был коренной москвич, родился в Москве, в Кремле, в окружном суде, где его отец — Лаврентий Иванович Иванов — был швейцаром, он происходил из крепостных
крестьян Оренбургской губернии. Бабка — Анастасия Ивановна Иванова (в девич. Козырькова) была коренной москвичкой, швеёй, она была дочерью смотрителя Московского воспитательного дома Ив. Ив. Козырькова, которая после развода отца с матерью и воспитала Вс. Н. Иванова.
Мать — Ольга Николаевна (в девич. Доброхотова).
Был женат четыре раза. 16 июля 1914 года вступил в первый законный брак с учительницей Анной Владимировной Нагоровой. В 1917 году вступил во второй брак с В. А. Ивашкевич. Третий брак с З. И. Казаковой, четвёртая жена с 1945 года (в Хабаровске) — М. И. Букреева (1901—1976).

## Творчество
Дебютировал в печати в 1909 году.
Выпустил автобиографический роман «1905 год: Роман молодой души» (1929), сборник эссеистики и воспоминаний «Огни в тумане: Думы о русском опыте» (1932), «Повесть об Антонии Римлянине» (1934), роман-хронику «На Нижней Дебре» (1958), роман с привлечением широкого исторического материала «Чёрные люди» (1963), исторические повести «Иван Третий», «Ночь царя Петра», «Императрица Фике» (1967), роман-исследование «Александр Пушкин и его время» (1970).
Кроме литературных произведений Всеволод Иванов писал философские работы «Философия Владимира Соловьева» (1931), «Дело человека: Опыт философии культуры» (1933), «Рерих. Художник, мыслитель» (1935), «Этюды по диалектической логике» и другие.
Работа «Рерих. Художник, мыслитель» стала центральным произведением самой крупной монографии о Николае Рерихе — «Рерих», изданной в Риге в 1939 году.
Всеволод Иванов много писал под псевдонимами, например «С. Каменский», «С. Курбатов», «П. О. Сольский», «Вс. И.».
Псевдонимы «Доктор Финк», «д-р Ф.», «Павел Огурешников» писатель использовал для фельетонов во владивостокских газетах. Работая журналистом, Иванов писал стихи, стихотворные политические фельетоны и памфлеты.

## Память

Мемориальная доска по ул. Калинина, 76 в Хабаровске

Мемориальная доска установлена по ул. Калинина, 76 в Хабаровске. Решение Исполнительного комитета Хабаровского краевого Совета народных депутатов № 413 от 28.11.1988 г. Автор — художник В. П. Евтушенко.

Текст: 
В этом доме в 1957—1971 годах жил и работал Всеволод Никанорович Иванов
В 2018 году президиум Хабаровского краевого отделения Всероссийского общества охраны памятников истории и культуры (ВООПИиК) сделал заявление: могила Вс. Н. Иванова подвергнута акту вандализма — сбит барельеф писателя — металлический профиль, выброшена за ограду скамейка, нарушены и разобраны элементы архитектуры исторического некрополя захоронения (передвинут именной куб), на части некрополя произвели два захоронения с его частичным демонтажем… В 2019 году к историческому некрополю добавились ещё могилы.